# جون ميلر (مخترع)
جون ميلر (بالإنجليزية: John Miller)‏ هو مخترِع أمريكي، ولد في 1872 في إلينوي في الولايات المتحدة، وتوفي في 24 يونيو 1941 في هيوستن في الولايات المتحدة.